# Louise Pierson
Pour les articles homonymes, voir Pierson.
Louise Pierson, née Louise Antoinette Joséphine Durant à Marseille le 18 septembre 1806 et décédée à Vienne le 2 mai 1831, est une danseuse française dont la carrière illustre l'émergence du ballet romantique.

## Biographie
Née à Marseille le 18 septembre 1806, Louise Antoinette Joséphine Durant est la fille de François Joseph Durant né en 1778 à Tournai en Belgique et de Françoise Ursule Mahieux née en 1787 à Paris. Ses deux parents sont mentionnés comme artistes, demeurant depuis six mois à un an à Marseille, le père résidant précédemment à Narbonne.
À la suite de l'union de sa mère avec Étienne Pierson, Louise Durant est ensuite connue sous le nom de Louise Pierson. Dans le sillage maternel, elle mène une carrière de première danseuse de ballet au Théâtre de la Porte-Saint-Martin à Paris. Elle décède prématurément le 2 mai 1831 lors d'une tournée à Vienne, en Autriche, à l'âge de 24 ans.

## Les débuts
Louise Pierson effectue toute sa carrière artistique au Théâtre de la Porte-Saint-Martin où elle débute à l'âge de 9 ans. En octobre 1815, elle tient pour la première fois le rôle masculin du jeune Félix dans le spectacle intitulé Les Écoliers en vacances. Deux ans plus tard, elle danse dans Almaviva et Rosine sur une chorégraphie d'Alexis Blache, où elle joue le rôle de Suzanne. En 1818, elle interprète Cécilia dans le ballet-pantomime Lisbeth et Muller ou la Fille soldat, du même chorégraphe et maître de ballet.

## Première danseuse
À l'âge de 18 ans, Louise Pierson devient première danseuse, sa carrière se situant dès lors à la charnière du ballet-pantomime et du ballet romantique. Françoise Ursule Mahieux, qui est première danseuse de ballet au Théâtre de la Porte-Saint-Martin, cède en effet sa place à sa fille en 1824. De fait, Louise Pierson tient déjà le rôle principal d'Ida dans La Laitière suisse, pièce de théâtre dont le ballet-pantomime est joué pour la première fois au Théâtre de la Porte-Saint-Martin en 1823.
En 1825, dans ce même cadre théâtral, elle est ensuite l'interprète principale dans Jocko ou le Singe du Brésil, dont l'œuvre dansée marque l'émergence du ballet romantique, autrement dit du romantisme dans la danse. L'année suivante, ces ballets composés par Filippo Taglioni sont représentés à Vienne puis à Stuttgart. En 1831, Louise Pierson décède en Autriche lors d'une nouvelle tournée de son corps de ballet. Son remplacement est alors assuré par Marie Taglioni (1804-1884), considérée comme la première grande ballerine romantique.

## Postérité
À la suite de Louise Pierson, sa sœur cadette, Zélie Pierson (1818-1866), poursuit une carrière de ballerine et d'artiste de la danse à l'Académie royale de musique. Celle-ci est la belle-mère de Léon Carvalho (1825-1897), devenu directeur de l'Opéra-Comique.